# Lobophytum spicodigitum
Lobophytum spicodigitum is een zachte koraalsoort uit de familie Alcyoniidae. De koraalsoort komt uit het geslacht Lobophytum. Lobophytum spicodigitum werd in 1984 voor het eerst wetenschappelijk beschreven door Li. 